# Universidad de Tamkang

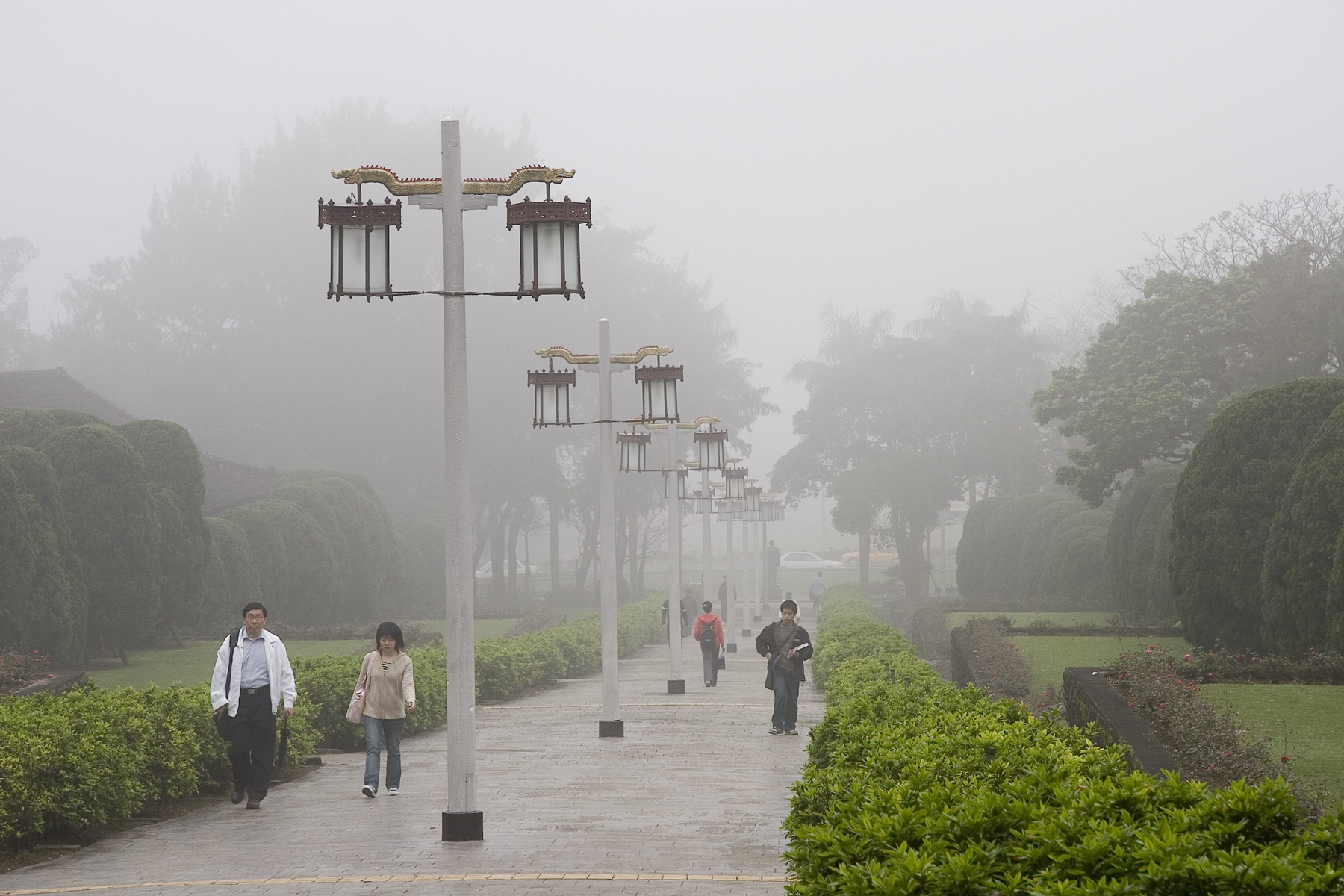
Universidad de Tamkang, Tamsui Campus

La 'Universidad de Tamkang, (en chino tradicional, 淡江大學; en chino simplificado, 淡江大学; pe̍h-ōe-jī, Tām-kang-tōa-ha̍k; abreviado como TKU) es una universidad privada ubicada en Tamsui, Nueva Taipéi, Taiwán. 
La escuela, fundada en 1950 como una universidad de enseñanza de Literatura Inglesa, es hoy una universidad integral que comprende once universidades que sirven a cerca de 30.000 estudiantes a través de cuatro Campus  (tres tradicionales, uno en Internet).
La Universidad Tamkang goza de un amplio reconocimiento como la institución privada más antigua de Taiwán de educación superior y una de sus más distinguidas. La escuela se ubica en el noveno puesto en cuanto a medidas integrales por el Ministerio de Educación de Taiwán y en las 50 puesto de las universidades más importantes de Asia. 
Más de 28.000 estudiantes de cincuenta nacionalidades forman el diverso cuerpo estudiantil de la escuela. La escuela tiene alianzas con más de cien universidades hermanas en 28 países. 
El Campus principal de la universidad es el histórico de Tamsui y se caracteriza por su paisaje. Casualmente, los miembros de la comunidad universitaria se autodenominan 'Tamkangianos.'

## Historia
Establecida en 1950 como una universidad de enseñanza del idioma inglés, Tamkang ofreció por primera vez un programa de dos años y luego un programa de tres años. No fue sino hasta 1958, después de que se reorganizó como una Facultad de Artes y Ciencias, que Tamkang otorgó títulos de licenciatura a sus graduados. En 1980 Tamkang fue elevado al rango de universidad.
Hoy en día, la Universidad Tamkang cuenta con 11 colegios que comprenden 47 departamentos y divisiones, 50 programas de maestría y 17 programas de doctorado. El número de estudiantes matriculados es 28.075 y el número de miembros de la facultad y el personal es 2288. La universidad cuenta con cuatro campus: el campus principal en el Distrito Tamsui de la Ciudad de Nueva Taipéi, el campus de la ciudad de Taipéi, el campus de Lanyangin Ciudad de Jiaoxi en el condado de Yilan, y el Cyber Campus en Internet.

### Desarrollo
La Universidad Tamkang se desarrolla en cuatro grandes etapas.
- La primera ola (1950-1980) es el Período de la Fundación, en referencia a los tiempos difíciles y las dificultades de "Tamkang Junior College" de Inglés y los de "Tamkang Facultad de Artes y Ciencias", la adopción de la política de hacer hincapié en "la cantidad y calidad."
- La segunda ola (1980-1996) marca el Período de posicionamiento, en referencia al período en que Tamkang fue elevada a la categoría de una universidad, haciendo hincapié en su política de "calidad sobre la cantidad."
- La tercera ola (1996-2005) significa el Período Puesta a punto, refiriéndose a cuadragésimo sexto aniversario de la fundación de la universidad, cuando la Biblioteca de la Universidad Chueh-sheng fue oficialmente abierta, vinculando la universidad con los círculos académicos internacionales y marchando hacia la meta de convertirse en un primer nivel de clase mundial universitario.
- La Cuarta Ola (2005-presente) se cumple el período de transición, que comenzó cuando el tercer campus de Tamkang, el Campus Lanyang, ha reclutado por primera vez sus alumnos de nuevo ingreso. Un cuarto campus ya se ha añadido.

### PresidenteArchivadoel 13 de febrero de 2012 enWayback Machine.
- Office of the Director del Campus de Lanyang
- Oficina del Secretariado
- Carrie Chang Centro de Bellas Artes

### Vicepresidente de Asuntos Académicos
- Colegio de Artes Liberales
- Facultad de Ciencia
- Facultad de Ingeniería
- Escuela de Negocios
- Facultad de Administración
- Facultad de Lenguas y Literaturas Extranjeras
- Facultad de Estudios Internacionales
- Colegio de Educación
- Colegio de Desarrollo Empresarial
- Colegio de Investigación y Desarrollo Global
- División de Educación Continuada
- Servicio de Educación Física
- Oficina de Educación y Entrenamiento Militar
- División de Educación Continuada

### Vicepresidente de Asuntos Administrativos
- Oficina de Asuntos Académicos
- Oficina de Asuntos Estudiantiles
- Oficina de Asuntos Generales Archivado el 3 de marzo de 2016 en Wayback Machine.
- Oficina de Investigación y Desarrollo
- Biblioteca Conmemorativa Chueh Sheng
- Información Centro de Procesamiento
- Centro para el Aprendizaje y la Enseñanza
- Oficina de Personal
- Oficina del Contralor
- Oficina de Servicios de Alumnos y Desarrollo de Recursos Archivado el 4 de abril de 2009 en Wayback Machine.
- "Tamkang Times"

### Vicepresidente de Asuntos Internacionales
- Oficina de Intercambios Internacionales y la Educación Internacional